# Армения на Сурдлимпийских играх
Армения участвует в летних Сурдлимпийских играх с Игр 2001 года, в зимних Сурдлимпийских играх — с Игр 2015 года (не участвовали в Играх 2019 года).
В период с 1957 по 1991 армянские спортсмены участвовали в Играх как часть команды СССР.

## Медальный зачёт

### Медали летних Сурдлимпийских игр
| Год  | Золото | Серебро | Бронза | Всего |
| 2013 | 0      | 0       | 1      | 1     |
| 2017 | 0      | 0       | 4      | 4     |
| 2022 | 0      | 0       | 5      | 5     |